# Etymologia Swaroga

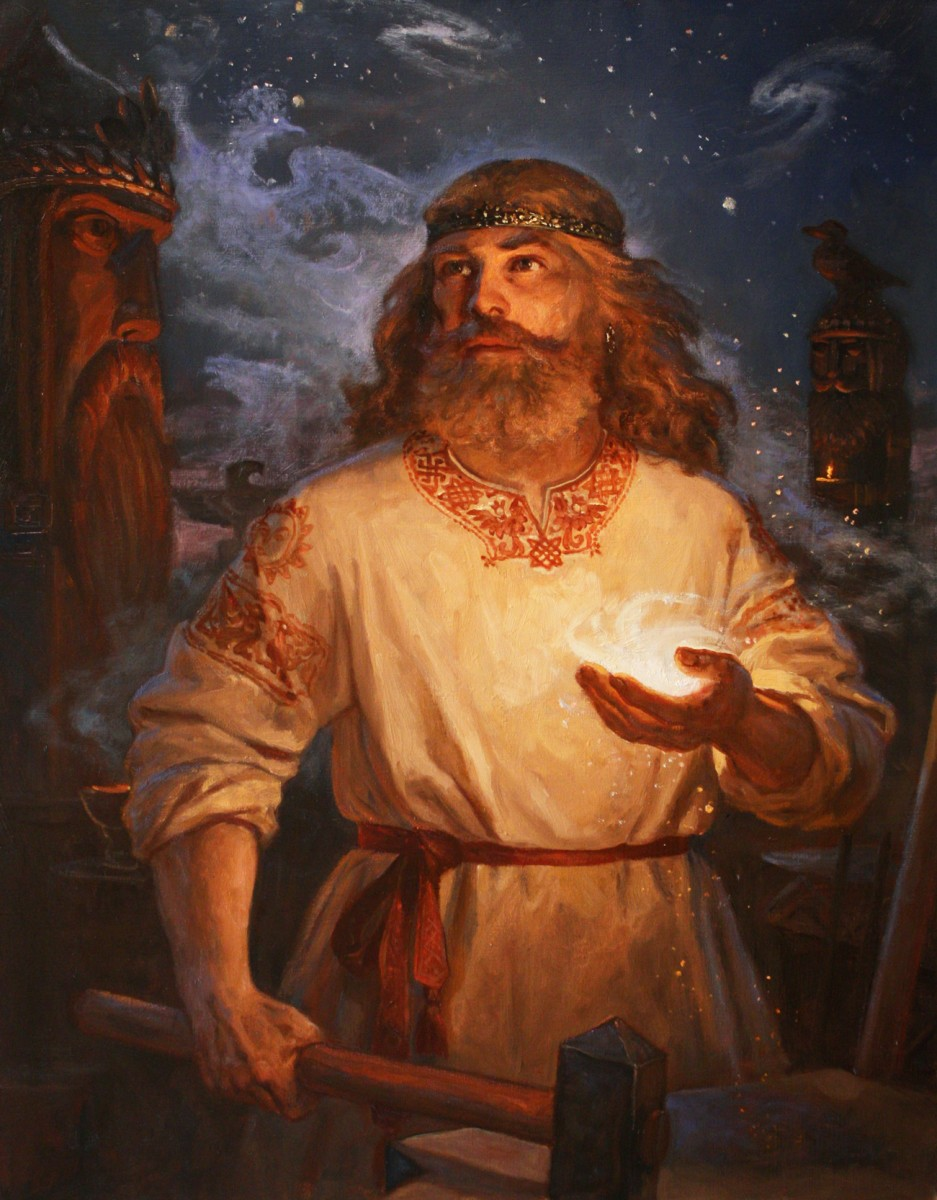
Swaróg, Andriej Szyszkin, 2015

Swaróg (staroruski Сваро́гъ, Svarogǔ) to słowiański bóg ognia i kowalstwa wzmiankowany w słowiańskim tłumaczeniu Kroniki Jana Malalasa jako słowiański odpowiednik greckiego boga Hefajstosa.
Etymologia imienia tego boga była przedmiotem ożywionej dyskusji w środowisku naukowym. W przeszłości dominowała etymologia indoaryjska, wedle której teonim ten został zapożyczony z któregoś języka z tej grupy językowej. Współcześnie jest ona krytykowana przez językoznawców i etymologów. Zamiast tego proponuje się rodzime, słowiańskie etymologie.

## Etymologie współczesne

### Odwar‘ogień, żar’
Etymologię ogniową jako jeden z pierwszych zaproponował słoweński językoznawca Franc Miklošič (1875), który tłumaczył teonim Swaróg jako składający się z członu swar ‘żar’, ‘światło’, oraz przyrostka -óg. Sam człon swar wywodził z praindoeuropejskiego *sur ‘świecący’. Taka etymologia teonimu, jednak z poprawioną etymologią rdzenia swar, wpierana przez była Karela Oštira (1923), a także przez wielu współczesnych językoznawców i religioznawców, np. Stanisława Urbańczyka (1991), Ariela Gołana (1991), Mykoła Zubowa (2005), Martina Pukaneca (2009), czy Michała Łuczyńskiego (2020).
Słowo war (prasłowiańskie *varъ, *var- ‘ogień, żar’, z praindoeuropejskiego *wār- ‘ciepło’ ← *wérH-/*wṛH- ‘być gorącym’) w językach słowiańskich posiada znaczenie związane z ogniem i wysoką temperaturą, np. staro-cerkiewno-słowiańskie варъ, varǔ ‘żar’, czy staroruskie варъ, varǔ ‘słoneczny upał, znój, żar’. Związane z tym słowem jest słownictwo z zakresu kowalstwa, np. st.-rus. сварити, svariti ‘wykuć coś w wysokiej temperaturze’, czy staropolskie zwarzyć ‘spawać, skuwać na gorąco dwa kawałki żelaza’, a także współczesne rosyjskie słowa сварить, swarit ‘stapiać’, ‘spawać’, сваривать, swariwat' ‘spawać’, сварщикъ, swarszczik, ‘spawacz’, czy сваръ, swar ‘spawanie’. Podstawą tych słów jest *sъvarъ, które składa się z przedrostka *sъ- znaczącego ‘dobry, własny’ i rdzenia *varъ ‘ogień, żar’, które prawdopodobnie pierwotnie oznaczało ‘dobry, własny ogień, żar’ lub coś podobnego. Następnie *sъvarъ rozszerzane było o odpowiedni przyrostek, np. *sъvarъ + przyrostek czasownikowy *-iti dało *sъvariti ‘wykuwać, skuwać’, z którego wywodzi się st.-rus. svariti i st.-pol. zwarzyć.
Na tej podstawie rekonstruuje się rzeczownik pospolity *sъvarogъ, składający z podstawy *sъvarъ, oraz z przyrostka *-ogъ. Jako że przyrostek *-ogъ nie pełnił żadnej konkretnej funkcji, lecz służył do tworzenia nowego słowa o podobnym znaczeniu, rzeczownik ten miał znaczenie zbliżone do podstawy (por. twaróg ‘ser’ = twar ‘ser’). Następnie przekształcił się on w teonim *Sъvarogъ (*S(ъ)varogъ – w zapisie jer twardy czasami był pomijany), nazwę osobową boga, z powodu kowalskich kompetencji tegoż boga, boga, który wykonuje czynności kowalskie, pracuje z ogniem.
Za taką etymologią przemawia też słownictwo po chrystianizacji. W języku rumuńskim istnieje słowo sfarog oznaczające ‘coś spalonego, zwęglonego, wysuszonego; spaleniznę, susz’. Uważa się, że słowo to zostało zapożyczone do rumuńskiego najprawdopodobniej z bliżej nieokreślonego języka południowosłowiańskiego, prawdopodobnie bułgarskiego, i według Zubowa do rumuńskiego trafiło najszersze i najbardziej oczywiste znaczenie słowiańskiego słowa. Na podstawie tej pożyczki rekonstruuje on płd.-słow. słowo źródłowe jako *svarogъ, które oznaczało ‘coś, co zostało dotknięte ogniem, zostało wystawione na jego działanie’. Oprócz tego zachowało się także ros. dialektyczne (nowogrodzkie) przestarzałe słowo сва́рог, swarog oznaczające ‘ogień’ oraz ‘kowal’.
Według Pukaneca teonim Swaróg jest postwerbalny w stosunku do czasownika *sъvar-iti z przyrostkiem *-ogъ, tzn. *sъvar- wywodziłby się od czasownika, a nie odwrotnie, podobnie jak *bat-ogъ od *bat-ati. Na podobne prawdopodobieństwo wskazywał także Urbańczyk. Według Łuczyńskiego jest to jednak mało prawdopodobne, ponieważ dokładne bałtyjskie odpowiedniki tego przyrostka, litewski -agas, łotewski -ags, łączą się tylko z rzeczownikami, i uważa, że tak samo dzieje się w językach słowiańskich: prasł. *batogъ ‘batog, bicz, kij’ od *batъ, *rarog ‘sokół, raróg’ od *rarъ, *tvarogъ ‘twaróg, rodzaj sera’ od *tvarъ, *pirogъ ‘pieróg, rodzaj ciasta’ od *pirъ itp.

### Odswar‘kłótnia’
W literaturze pojawia się czasami także interpretacja tłumacząca człon swar jako ‘kłótnia, niezgoda’. Jako rzeczownik występuje jako st.rus. сваръ, svarǔ, polskie swar, rosyjskie i bułgarskie свара swara, ukraińskie свар, swar, czeskie i słowackie svár, dolnołużyckie swar, górnołużyckie swaŕ, zawsze w znaczeniu ‘kłótnia, niezgoda’, a w słoweńskim jako svȃr w znaczeniu ‘nagana’. Występują także czasowniki związane z tym słowem, np. polskie swarzyć się ‘kłócić się’; Kazimierz Moszyński zapisał powiedzenie rybaka poleskiego „Boh svarycsa” w reakcji na grzmot, w Polsce także mówiono „Bóg swarzy”. Taką etymologię wspierał np. Aleksander Brückner, Vatroslav Jagić i inni. Brückner tłumaczył ten teonim dosłownie jako ‘kłótnik’. Słowami pokrewnymi w innych językach są np. staroangielskie andswaru (→ angielskie swear), staronordyjskie sverja ‘przysięgać’, czy sanskryckie स्वरति, swarati ‘śpiewać’, ‘brzmieć’, ‘chwalić’, wszystkie z praindoeuropejskiego *swer-.
Etymologia ta jednak jest krytykowana ze względów semantycznych – etymologia od war ‘ogień’ bardziej odpowiada Swarogowi jako bogowi ognia i kowalstwa.

## Inne i dawne etymologie

### Etymologie indoirańskie
Dawniej w literaturze dominował pogląd, jakoby człon swar- został zapożyczony z któregoś z języków z grupy indoirańskiej. Wskazuje się tutaj np. awestyjskie 𐬵𐬬𐬀𐬭𐬆, hvar ‘światło nieba, słońca’, staroindyjskie स्वर्, swar ‘blask’, ‘niebo’, ‘słońce’, स्वर्ग, swarga ‘niebo’. Taki pogląd wspierali np. Wilo Mansikka, Henryk Łowmiański i inni. Taki pogląd jednak spotkał się jednak z krytyką. Aleksander Brückner wskazał na niezgodność samogłosek w ind. swarga i st.rus. Svarogǔ, Mikołaj Rudnicki wskazał też, że zapożyczenie z awestyjskiego hvar dałoby słowiańskie *xvor-, a zapożyczenie ze staroindyjskiego swar- dałoby słowiańskie *swor-. Oleg Trubaczow także odrzucił pożyczkę ze względu na trudność wyjaśnienia spółgłoski s-, lecz ostatecznie poparł pogląd o zapożyczeniu ze st.ind. swarga, ponieważ według niego nie było możliwości skonstruowania etymologii słowiańskiej, podobnie uczynił Leo Klejn. Poza trudnościami fonetycznymi wskazuje się także na problem natury historycznej/geograficznej – języki Słowian i Indoaryjczyków nie stykały się ze sobą bezpośrednio, co dodatkowo utrudniałoby zapożyczenie. Aleksandr Szaposznikow  próbował ominąć ten problem i zasugerował zapożyczenie z indoar. *svarga- ‘idący po niebie’, które miało dostać się do Słowian przez język Meotów na Krymie lub w rejonie Pontu (podobną możliwość zakładał Leo Borissoff), lecz teoria ta nadal zawiera problemy fonetyczne wymienione wcześniej. Leszek Bednarczuk przyjął zapożyczenie z prairańskiego *svar ‘słońce’ sprzed zmiany s → h, lecz wymiana tych głosek nastąpiła już w prairańskim, co utrudnia chronologię zapożyczenia.
Poza wymienionymi wyżej etymologiami zaproponowano szereg innych, lecz wszystkie one posiadają problemy natury fonetycznej. Głównym argumentem przeciwko zapożyczeniom z języków indoirański jest fakt, że na wczesnym etapie obce *a zawsze przechodziło w prasłowiańskie *o, np. prasł. *xorna ‘jedzenie, pożywienie, żywność’, które prawdopodobnie zapożyczone jest z jęz. irańskich, por. awest. 𐬓𐬀𐬭𐬆𐬥𐬀, xᵛarəna- ‘jedzenie’. Kazimierz Moszyński próbował rozwiązać ten problem tłumacząc, że pierwotne *o w teonimie zamieniło się w *a pod wpływem pospolitych słów jak *svariti (sę), *svarъ, *svara. Jednak wpływ słów przez niego wymienionych na teonim jest niczym nie poparty.

### Etymologie słowiańskie
Inni badacze sugerowali, że rdzeń swar związany jest ze st.-ind. swar ‘słońce’, nie na zasadzie pożyczki, lecz na zasadzie pokrewieństwa. Max Vasmer wskazał jednak, że ⟨r⟩ występujące w formach indoirańskich jest nieoryginalne i wywodzi się z praindoeuropejskiego *l, które zachowało się w językach słowiańskich nienaruszone, a sama przemiana ⟨l⟩ w ⟨r⟩ zaszła tylko w językach indoirańskich. Ind. słowo swar i awest. hvar wywodzi się z pie. *s(e)h₂-ul-, z którego wywodzi się też polskie słońce, starogreckie ἥλιος, hḗlios, łacińskie sōl, litewskie sáulė itd.
Jeszcze inni sugerowali pokrewieństwo z germańskimi słowami o znaczeniu ‘niebo’, np. staro-wysoko-niemieckim gi-swerc ‘burzowe chmury’, st.-ang. sweorc ‘ciemność, chmura, mgła’, czy niderlandzkim zwerk ‘chmura, pochmurne niebo’.